# Karpathoslandsalamander
De Karpathoslandsalamander (Lyciasalamandra helverseni) is een salamander uit de familie van de echte salamanders (Salamandridae) die op drie Griekse eilanden voorkomt.

## Uiterlijk
De rug is donkerbruin, soms met een rood-violette tint en bedekt met kleine en verspreide, gele vlekken. De parotisklieren zijn zwart en de poten en staart zijn bruin, maar lichter dan de rug. De zijkanten zijn wit, soms met blauwe vlekken. De buik is ongepigmenteerd, behalve de onderkant van de staart, die geelachtig oranje is. De lengte is maximaal 14 cm.

## Verspreiding
De soort komt alleen voor op drie Griekse eilanden: Karpathos, Kassos en Saria.

## Gedrag
De Karpathoslandsalamander is een landdier en baart volledig ontwikkelde jongen.

## Status
De Karpathoslandsalamander wordt als kwetsbaar beschouwd ("VU", subclassificatie "D2"), maar de populatie is stabiel in het zeer beperkte verspreidingsgebied. Er bestaat enige angst dat inzamelen voor de handel schadelijk zou zijn, maar er zijn geen echte aanwijzingen dat dit een reële bedreiging zou vormen. De populatie van het eiland Kassos wordt echter wel als bedreigd beschouwd.